# 茜沢ユメル
茜沢 ユメル（あかねざわ ゆめる、9月8日 - ）は、日本のシンガーソングライター・ラジオパーソナリティー・映画監督である。

## 略歴
13歳の頃から地元の香川県で作詞・作曲を始め、18歳の頃から本格的にボーカルを学ぶ。その後上京し、都内のライブハウスを中心に音楽活動を展開する。
2005年4月19日、シングル『光』をリリース。オリコン週間シングルチャートで98位に入り、インディーズチャートでは5位にランクインする。これはインディースの女性ソロアーティストとして初の快挙である。
2006年2月1日、ミニアルバム「気分はしゅるる」をリリース。表題曲がテレビ東京の情報番組「朝は楽しく!スマイルサプリメント」のエンディングテーマ曲に使用される。
2007年11月21日、シングル「夢のしずく / Heartful place」で、ホリデージャパンからメジャーデビュー。
2013年から愛媛県で誕生した平和のシンボルとされる陽光桜の誕生秘話を後世に伝える音楽プロジェクトをスタートさせた。
2015年2月25日、陽光桜をテーマにしたシングル「Stay〜さくらの花のように」を徳間ジャパンからリリースし、同年から愛媛県東温市の観光大使を務める。
ラジオパーソナリティーとしての経歴も長く、現在はTOKYO FMグループの音楽専門放送であるミュージックバードの音楽バラエティー番組「ユメルのモナリザラウンジ」で、メインパーソナリティーとして活躍中である。
2016年から17年にかけて制作した映画『陽光の木の下で』に、自ら初監督・主演を務めた。同年11月、東京・豊洲での「第四回新人監督映画祭」の招聘部門で「陽光の木の下で」が上映された。
2018年5月23日、シングル「風になって花と踊ろう／さくら」を徳間ジャパンからリリース。タイトル曲の作詞はC-C-Bの元メンバー・関口誠人が書き下ろした。
2019年6月27日、「陽光の木の下で」の続編「Youkou-Sakura a Symbol of Piace 〜陽光の木の下で〜」が東京・秋葉原での第5回新人監督映画祭の招聘部門で上映された。

## ディスコグラフィー

### シングル
1. 光 c/w：Carry On（2005年4月19日）
光  - 映画「WW（ホワイトウィザード）テーマ曲
Carry On  - 映画「柔道ガールズ」主題歌
2. 夢のしずく/Heartful place（2007年11月21日）
3. 君は希望100％（2012年8月24日配信）
4. Stay〜さくらの花のように c/w：夢桜〜あなたの希望になる（2015年2月25日）
Stay〜さくらの花のように - テレビ東京「主治医が見つかる診療所」エンディングテーマ
夢桜〜あなたの希望になる - テレビ埼玉「ニュース930」エンディングテーマ
5. ノスタルジア〜はるかな世界〜（2016年2月）白盤
映画「AKECHIくノ一忍法外伝」主題歌
6. 風になって花と踊ろう／さくらc/w：陽光桜〜あの時の教え子たちへ（2018年5月23日）

### アルバム
1. 気分はしゅるる（2006年2月1日） - ミニアルバム
1.気分はしゅるる、2.きゅららカフェごばん、3.le leche-vitrinec、4.あなたが好きだから、5.キャンドルライト
気分はしゅるる - テレビ東京「朝は楽しく！」エンディングテーマ
キャンドルライト -  WEBドラマ「夏休みなんかいらない」挿入歌

## 主なライブ
- 2010年4月23日 - 2011年5月22日 アロマと音楽感じる空間〜癒Cサプリメント アロマdeミュージック〜 Vol.1〜14（荻窪・アルカフェ、高田馬場・四谷天窓ほか）
- 2011年1月16日 島かおり＆茜沢ユメル ふるさと自慢★対決ツーマンライブ（西新宿 navi cafe）
- 2011年2月14日 Valentine Special Night'11（赤坂見附 GRAFFITI）
- 2011年5月21日 Secret Girl's Talk（赤坂見附 GRAFFITI）
- 2011年5月22日 しずくレコード 震災復興支援プロジェクト「キャンドルライト」 第1弾！（赤坂 ビーフラット）
- 2011年9月8日 茜沢ユメル Birthday dinner Live（クルーズ・クルーズ新宿）
- 2011年9月12日 Sunny Side Songs -chapter21-（赤坂見附 GRAFFITI）
- 2011年12月10日 FM番組「ユメルのカラフルCaf'e」イベント編　〜VOl.3〜（赤坂 ビーフラット）
- 2011年12月19日 クリスマスディナーショー 2011（京王プラザホテル）
- 2012年5月7日 茜沢ユメルLIVE in仙台 2012「君は希望100%」（仙台 LIVE CAFE "PENNY LANE"）
- 2012年6月30日 FM番組「ユメルのカラフルCaf'e」イベント編　〜VOl.9〜（赤坂 ピアノラウンジ ビーフラット）
- 2012年9月11日 FM番組 ユメルのカラフルCaf'e 公開収録イベント 2012（東京FMホール）
- 2013年12月6日 クリスマスディナーショー 2013（新宿ワシントンホテル）
- 2014年2月22日 映画「柔道ガールズ」公開＆主題歌決定記念LIVE！（新宿御苑前 プロイセン）
- 2014年8月7日 平和の使者「陽光桜」の音楽イベント（赤坂見附 GRAFFITI）
- 2014年10月25日 秋のさくらJAZZ LIVE（新宿御苑前 プロイセン）
- 2014年12月12日 クリスマスディナーショー 2014（ホテル リステル 新宿）
- 2015年3月12日 "陽光桜CD発売記念LIVE"「Stay〜さくらの花のように」（赤坂見附 GRAFFITI）
- 2015年5月15日 愛媛県東温市立東谷小学校でミニコンサート
陽光桜の開発者・高岡正明がかつて教壇に立った青年学校の跡地に建ち、高岡自身が後に校長を務めたのが東谷小学校[3]
- 2015年10月4日 CD発売記念★凱旋インストアLIVE！（高松TSUTAYA西宝店）
- 2015年12月4日 クリスマスディナーショー 2015（ホテルウィングインターナショナルプレミアム東京四谷）
- 2016年1月25日 新年会ディナーLive 2016（クルーズ・クルーズ新宿）

## 出演

### テレビ
- 朝は楽しく!スマイルサプリメント（2006年3月24日、テレビ東京） - ゲスト出演
- 洋子の演歌一直線（2015年10月11日、テレビ東京）
- 夢劇場音楽堂（2017年8月27日・2018年6月6日・2018年7月11日、テレビ埼玉）

### ラジオ
- 茜沢ユメルのキラ☆VOICE（2005年1月 - 6月、むさしのFM）
- infix仍世・ユメルのくるめのめくるめくナイト（2005年7月 - 2006年3月、FM世田谷）
- 茜沢ユメルのヒミツの小部屋（2007年4月 - 2008年3月、FM POCO（福島））
- KATSUMI・ユメルのjump to the 90's（2008年4月 - 2011年3月、東京FM系列/ミュージックバード他コミュニティ全国ネット）
- ユメルのカラフルCaf'e（2011年4月 - 2012年9月、東京FM系列）
- 茜沢ユメルの光ラウンジ（2012年10月 - 2013年3月、東京FM系列）
- ユメルのモナリザラウンジ（2013年4月 - 、東京FM系列）

### CM
- 任天堂「MOTHER1+2」（2003年） - 声の出演

## 映画
- AKECHIくノ一忍法外伝（2016年、オカシネマ、監督：かわさきひろゆき） - 望月千代女 役
- 陽光の木の下で（2017年） ※初監督・主演

5月9日 - インディペンデント映画祭（東京・南青山の曼荼羅）で上映
8月12日 - 第2回M'sインディペンデント映画祭（東京・吉祥寺の曼荼羅）で上映
11月13日・15日 - 東京・豊洲のユナイテッドシネマ豊洲「第四回新人監督映画祭」の招聘部門で上映
- Youkou-Sakura a Symbol of Piace 〜陽光の木の下で〜（2019年）※「陽光の木の下で」の続編

6月27日 - 第五回新人監督映画祭（東京・秋葉原UDX THEATER）招聘部門で上映